# Чебоксарское производственное объединение имени В. И. Чапаева
Акционерное общество «Чебоксарское производственное объединение имени В. И. Чапаева» — одно из старейших и крупнейших предприятий Чувашии.
Выпускает широкий спектр пиротехнических, резинотехнических и пластмассовых изделий различного назначения. Является многопрофильным предприятием, производящим продукцию военного и гражданского назначения. Расположено в городе Чебоксары. Завод находится в ведении Государственной корпорации «Ростех».

## Описание
Из продукции гражданского назначения предприятие выпускает пиротехнические изделия (в том числе салюты), резиновую обувь, резиновые мячи.
В составе объединения имеются исследовательские, конструкторские и технологические подразделения, опытное производство.
В структуре портфеля заказов 30 % составляет оборонная продукция и 70 % — товары народного потребления. Особым спросом пользуются противоградовые ракеты «Алазань», обычно в год продаётся в среднем по 10—11 тысяч штук.
АО «ЧПО имени В. И. Чапаева» имеет многолетний опыт поставки своей продукции на рынки Западной Европы, Латинской Америки, Азии, Дальнего и Ближнего Востока. Среднегодовой объём экспорта достигает 2,0—2,5 млн долларов США.

## История

### Строительство
До строительства завода на его месте был лес, и, по словам старожилов, сам Василий Иванович Чапаев в нём собирал грибы.
В 1937 году решением Совета народных комиссаров СССР был утверждён третий пятилетний план, в котором было предусмотрено развитие военной пиротехники в СССР, в рамках этого плана было утверждено строительство специального пиротехнического завода.
Строительство предприятия под наименованием объект № 532 началось в апреле 1938 года, в июле 1939 года был переименован в завод № 320. Начальник строительства — И. П. Кукин, главный инженер — А. Е Пивоваров.
В 1939 году директором строящегося завода был назначен Н. С. Шишов.
К 1941 году была возведена часть корпусов основных производственных мастерских и котельной, оставались отделочные и монтажные работы.
Решение правительства СССР о строительстве в г. Чебоксары крупного оборонного завода дало мощный толчок к созданию производственной инфраструктуры в Чебоксарах — завод строился как единое целое с жилым посёлком, который Указом Президиума Верховного Совета РСФСР в феврале 1941 года был назван «Чапаевским», а в 1959 году был включён в состав города. В посёлке в конце 1930-х годов годы было 27 бараков, в которых проживало более 500 семей.
15 октября 1941 года завод выдал первую продукцию, а 1 ноября 1941 года завод был принят в эксплуатацию.

### В годы Великой Отечественной войны
Во время Великой Отечественной войны завод выпускал зажигательные и осветительные бомбы, осветительные и зажигательные снаряды, дымовые шашки, трассёры.
В годы войны численность рабочих завода была: в 1941 году — более 1000 человек; 1942 году — более 2000 человек; 1945 году — 4000 человек.
В 1942 году директором завода был назначен И. П. Канатов, его руководство заводом в годы войны было отмечено орденом Ленина.
С 1942 года завод ежемесячно перевыполнял план по выпуску боеприпасов. Так, бригада М. Колотилиной, созданная в 1941 году, производственное задание выполняла на 205 %. Все члены бригады награждены Почетными грамотами Президиума Верховного Совета Чувашской АССР. Комсомольско-молодёжная бригада К. Г. Берехастова работала на первой фазе снаряжения авиационной бомбы САБ-100-55. Бригадир К. Г. Берехастов Указом Президиума Верховного Совета СССР от 22 июля 1943 года награждён орденом «Знак Почёта».
С завода на фронт были мобилизованы пятьсот человек, и восемьдесят девять из них значатся в траурном списке. Два работника завода удостоены звания Героя Советского Союза: работавший до войны на заводе слесарем летчик-штурмовик П. Г. Панов и танкист Н. А. Плеханов.

### Послевоенное время
С 1947 по 1970 год директором завода был Иван Алексеевич Захарцев. Именно он в 1960 году привёз с московской ВДНХ для установки перед заводом гипсовый памятник Чапаеву (скульптор П. Баландин, архитектор В. Морозов), который в 1984 году был перелит в бронзе и установлен в центре города, став его символом.
В послевоенные годы на заводе началась конверсия, завод перешёл на выпуск пластмассовых тарелок, пудрениц, маслёнок, гребёнок, стеариновых свеч, обувного крема.
В 1955 году с конвейера завода сошла первая стиральная машина «Волга-7» с ручным отжимом. В первый год их было произведено 270 штук. В короткое время мощности были доведены до 30—40 тысяч штук в год. А затем объём выпуска машин был увеличен до 440 тысяч штук.
В период 1959—1965 годов для улучшения жилищных условий работников завода начали строительство микрорайона «78-квартал».
С 1965 года на заводе выпускается газета «За мир», еженедельно она выходит тиражом 1 тысяча экземпляров (праздничные номера — по полторы тысячи экземпляров).
1960 год стал поворотным для развития завода — началось освоение резинотехнической продукции и выпуск фейерверков, а с ноября 1970 года завод освоил выпуск полусферы для салютов, деталей для противоградовых изделий «Алазань». Налажен выпуск различной резинотехнической продукции, в том числе комплектующих для автомобильной (ГАЗ, ИЖ, АЗЛК) и других отраслей промышленности.
В 1970 введён в строй цех по производству изделий из резины, к 2013 году — за 40 лет со дня создания — цехом выпущено более 90 миллионов изделий: 65 миллионов 380 тысяч пар резиновых галош; 24 миллиона 820 тысяч пар резиновых сапожек; 1 миллион 211 тысяч пар резиновых ботиков.
В 1970 году завод был награждён орденом Трудового Красного Знамени.
В 1973 году завод переименован в завод имени В. И. Чапаева, а с 1979 года стал называться «Производственное объединение им. В. И. Чапаева».
В 1970—1980 годы благодаря заводу развивался Чапаевский посёлок: сдано в эксплуатацию более 100 тысяч м² жилья, пионерский лагерь и профилакторий «Чапаевец», база отдыха «Криуши», лодочная станция, стоматологическая поликлиника, поликлиника со стационаром, дворец культуры «Салют». Посёлок превратился в благоустроенный микрорайон города Чебоксары.
В 2007 году объём промышленного производства превысил 1 млрд рублей, втрое превысив объём 2003 года.
В конце 2009 года предприятие было приватизировано, преобразовано в акционерное общество.